# Escalier tournant du palais Farnese à Caprarola
Escalier tournant du palais Farnese à Caprarola est un tableau  du peintre Hubert Robert, une peinture à l'huile de 25 × 34 cm conservée au musée du Louvre.

## Histoire
Après divers possessions (Randon de Boisset  1777, cat. n° 222) ; Sireuil (?) ; Gevigney abbé de (1779, cat. no 608), le tableau aboutit au musée du Louvre par le legs du Dr Louis La Caze en 1869.
Une étude pour ce tableau, une sanguine datant de 1764, est conservée au musée d'Art et d'Archéologie de Valence.

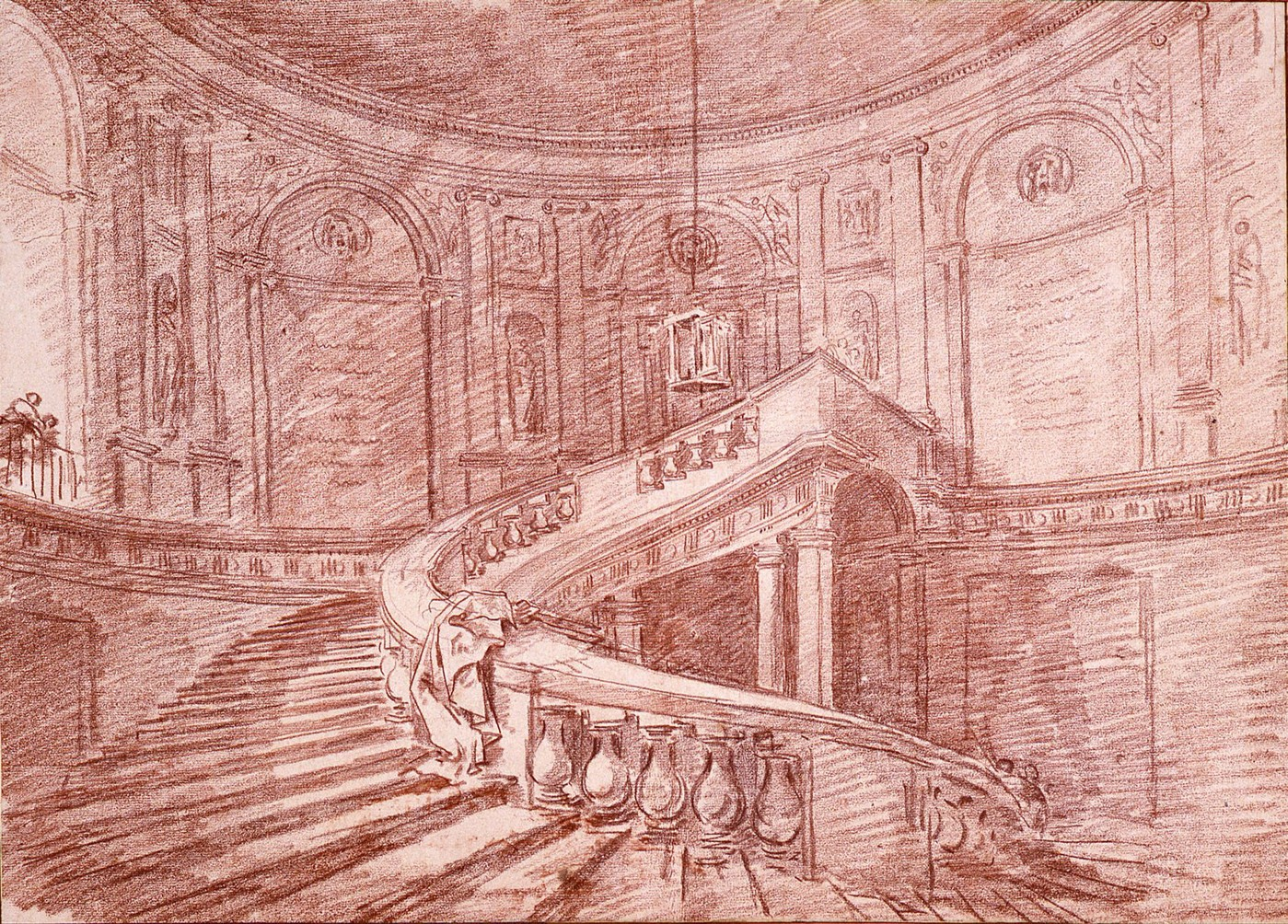
Étude.

## Sujet
La Villa Farnèse à Caprarola est un palais maniériste de la province de Viterbe en Italie. Sa particularité est son escalier monumental, la Scala Regia, placé dans la cour interne reliant  deux niveaux, un passage à gradins assez grand  pour les cavaliers et leurs montures.